# 목덕창
목덕창(睦德昌)은 고려의 무신이다. 본관은 사천(泗川)이다. 고려 고종 때 낭장동정(郞將同正)을 지낸 목효기(睦孝基)의 아들이다.
목덕창(睦德昌)은 합문지후(閤門祗侯)를 지냈다.
1269년(고려 원종 10)에 서북면병마사영(西北面兵馬使營)의 기관(記官)인 최탄(崔坦) 등이 용강(龍岡)‧삼화(三和)‧함종(咸從) 등의 사람들을 모아 반란을 일으켰을 때, 영주(靈州)의 수령이었던 목덕창은 반란을 평정하다가 영주성(靈州城: 현 평안북도 의주)에서 전사하였다.
사후에 영주군(靈州君)에 봉(封)해졌다. 아들 목준평(睦俊平)은 조봉대부(朝奉大夫)로 비서윤(秘書尹)을 지내고 보문각직제학(寶文閣直提學)에 이르렀다.